# Remojadas

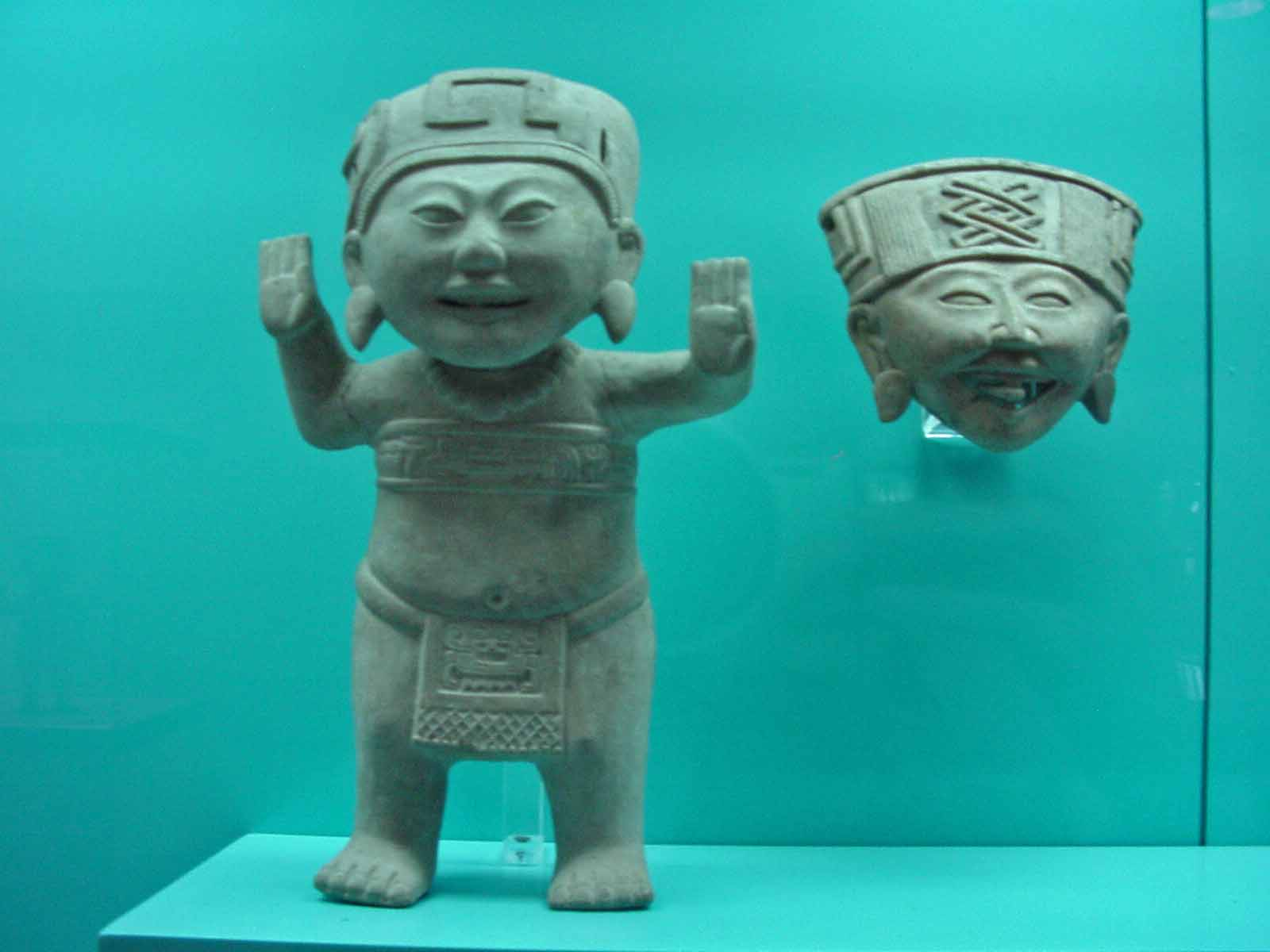
Cares somrients: figureta (curiosament amb dues mans dretes) i un cap de l'estil Remojadas, 300-900 de

Remojadas i altres assentaments importants del període clàssic mesoamericà

Remojadas és el nom utilitzat per designar una cultura, un jaciment arqueològic i un estil artístic que va florir en l'estat mexicà de Veracruz al golf de Mèxic entre el 100-800 de. La cultura de Remojadas és com l'expressió de la cultura clàssica mesoamericana.
El jaciment de Remojadas ha romàs sense investigar en la seva major part des de les excavacions inicials dutes a terme per Alfonso Medellín Zenil el 1949 i 1950. La seua recerca continua sent una assignatura pendent per a l'arqueologia precolombina.

## Figuretes
La cultura de Remojadas és especialment coneguda per la seua ceràmica i les seues figuretes buides. S'han trobat milers de figuretes expressives i diverses en una àmplia varietat de llocs, incloent túmuls funeraris i abocadors.

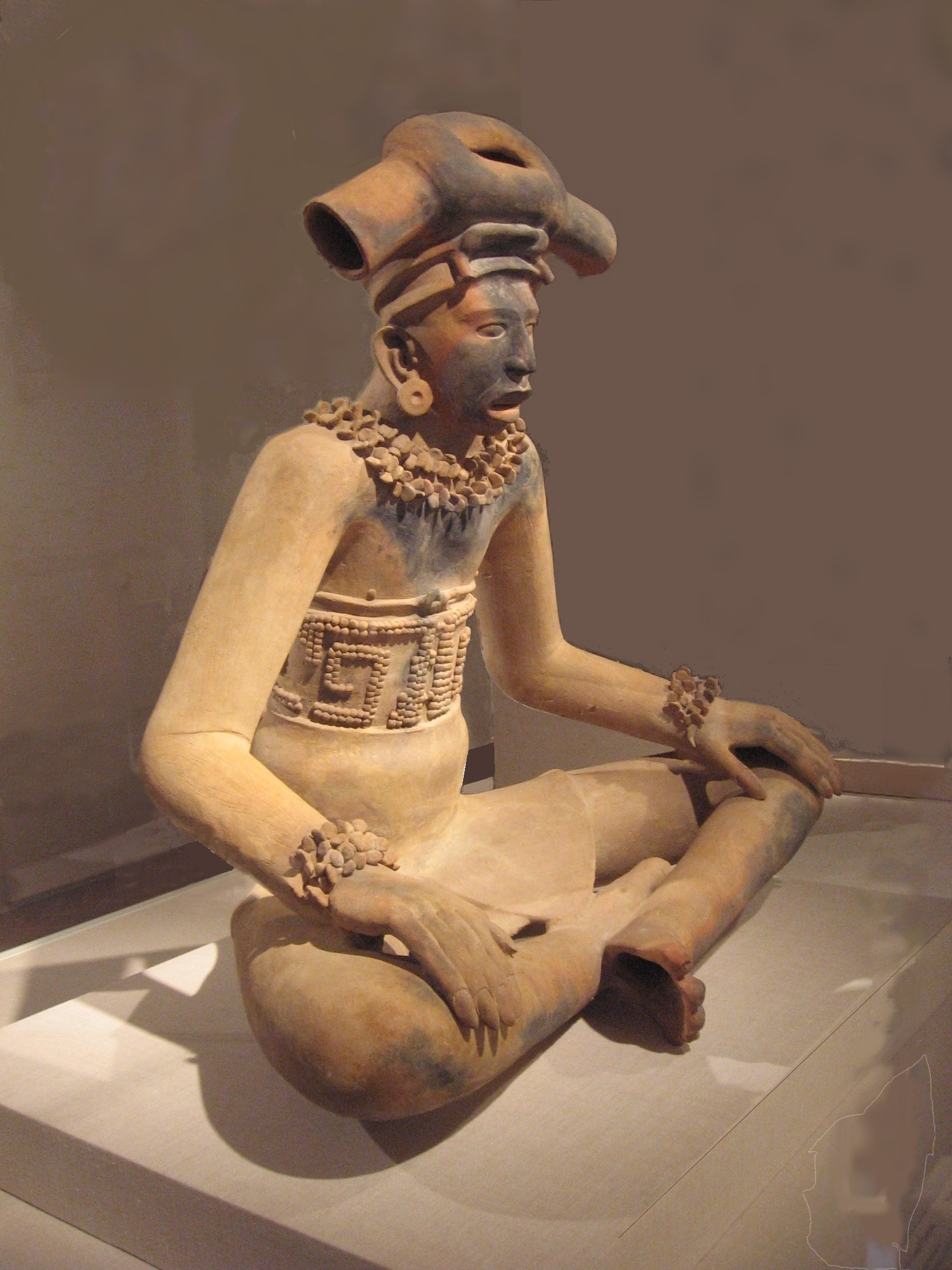
Una gran figura de terracota d'un jove cap de l'estil de Remojadas. En el seu llibre de 1957 sobre art mesoamericà, Miguel Covarrubias sobre el jaciment de Remojadas parla de les "magnífiques figures buides amb rostres expressius i postures majestuoses que portaven uns ornaments elaborats mostrats pels elements d'argila", 300 - 600 de, alçada: 79 cm

Les figuretes mostren déus, governants i llauradors, així com molts tipus d'animals, com gossos i cérvols. Destaquen especialment els somrients, curioses figuretes infantils que mostren un ampli somriure. Moltes de les figuretes d'aquest període funcionen com a flautes, xiulets i ocarines. Algunes d'aquestes se n'han considerat joguets, però altres semblen haver tingut un significat ritual. Algunes en tenen rodes, una de les poques aplicacions tecnològiques d'aquest element en l'Amèrica precolombina.
Moltes estatuetes tenen dents esmolades, una pràctica comuna en la cultura de Remojadas. Les primeres figuretes s'elaboraren a mà, però les posteriors es crearen amb motlle. Per l'estil i altres característiques, aquestes figuretes tenen una estreta semblança amb les de la civilització maia.

### Somrients
Les somrients són les figuretes més conegudes de Remojadas: mostren amplis somriures o curiosos rostres de forma gairebé triangular. Sovint no tenen cos. Altres en tenen cossos infantils amb braços allargats i estenen els palmells de les mans. El somriure està formalitzat: mostra les dents, i a vegades la llengua apunta entre les dents.
Els homes somrients estan nus o porten roba de lli. Les dones duen faldilles. Tots dos solen anar adornats amb bandes pectorals i collarets, i alguns porten algun tipus de tocat en el cap. Les lligadures i sovint les faldilles solen mostrar un glif o emblema, o un animal estilitzat.
Les figuretes somrients són rares en l'art mesoamericà i el seu gran nombre possiblement indique algun tipus de funció especial en la societat de Remojadas, tot i que aquesta funció ha generat molts debats. Alguns investigadors consideren que el somriure indica algun tipus d'efecte al·lucinogen, mentre que altres investigadors diuen que els somrients estan relacionats amb el culte als morts.

## Notes

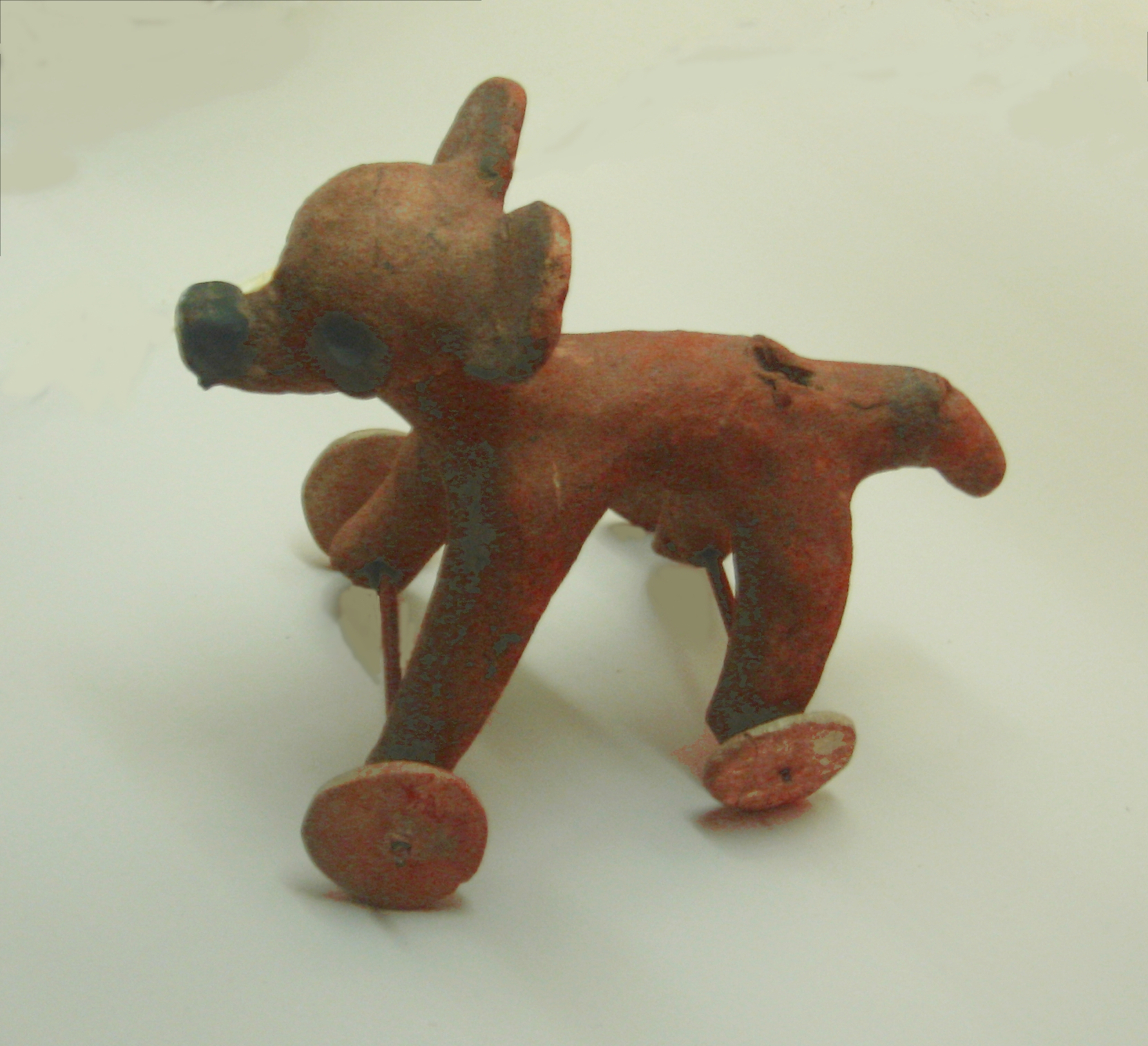
Un cérvol amb rodes (o potser un gos), de l'estil de Remojadas. Aquesta figureta de ceràmica també funciona com a xiulet. El musell està pintat amb una espècie de betum. Alçada: 18 cm; longitud: 21 cm